# Ranitomeya reticulata
Ranitomeya reticulata es una especie de anfibio anuro de la familia Dendrobatidae.

## Distribución geográfica
Esta especie habita en la región de Loreto en Perú y en la provincia de Pastaza en Ecuador hasta 200 m de altitud.

## Publicación original
- Boulenger, 1884 "1883" : On a Collection of Frogs from Yurimaguas, Huallaga River, Northern Peru. Proceedings of the Zoological Society of London, vol. 1883, n.º 4, p. 635-638[5]